# Pawn Sacrifice
Pawn Sacrifice är en amerikansk film från 2014 regisserad av Edward Zwick. Filmen handlar om schackspelaren Bobby Fischer. I rollerna ses bland andra Tobey Maguire, Liev Schreiber och Peter Sarsgaard.